# Bracon ussuricus
Bracon ussuricus är en stekelart som beskrevs av Vladimir Ivanovich Tobias 2000. Bracon ussuricus ingår i släktet Bracon och familjen bracksteklar. Inga underarter finns listade.